# Cratere Al-Akhtal
Al-Akhtal è un cratere d'impatto presente sulla superficie di Mercurio, a 59,73° di latitudine nord e 100,14° di longitudine ovest. Il suo diametro è pari a 94,29 km.
Il cratere è dedicato al poeta arabo Al-Akhtal.